# Ferdinand Berthier

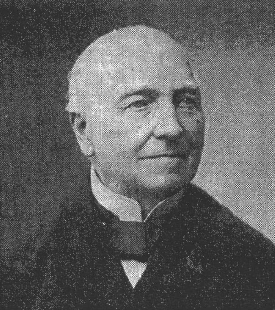
Ferdinand Berthier

Ferdinand Berthier (pronúncia em francês: [fɛʁdinɑ̃ bɛʁtje], Louhans, 30 de setembro de 1803 – 12 de julho de 1886) foi um educador surdo francês, intelectual e organizador político na França do século XIX e é um dos primeiros defensores da identidade e cultura surda.

## Biografia
Nascido em 1803 d.C. na cidade de Louhans, Saône-et-Loire, França, Berthier frequentou pela primeira vez o Institut National de Jeunes Sourds de Paris ainda jovem estudante em 1811, quando a escola estava sob a direção do Abade Roch-Ambroise Sicard. Ele veio do sudeste rural da França para aprender habilidades vocacionais básicas e alfabetização para prepará-lo para trabalhar como comerciante. Ele foi influenciado por seu professor Roch-Ambroise Auguste Bébian, um homem ouvinte que aprendeu a Língua de Sinais Francesa e publicou o primeiro estudo sistemático e de defesa da língua. Berthier também ficou impressionado com dois importantes alunos surdos da escola que mais tarde se tornaram professores: Jean Massieue Laurent Clerc. Aos 27 anos, Berthier tornou-se um dos professores mais experientes da escola.
No final de 1837, Berthier solicitou ao governo francês permissão para criar a Société Centrale des Sourds-muets, que foi fundada oficialmente no ano seguinte como a primeira organização a representar os interesses da comunidade surda. A organização pretendia reunir "todos os surdos espalhados pelo mundo... para colocar homens falantes e surdos de inteligência e coração em relacionamento uns com os outros, não importa a distância, não importa a diferença de idioma, cultura e leis". e ofereceu aos trabalhadores surdos uma via prática para se apoiarem mutuamente através da “ajuda mútua” e uma forma de organizar e frequentar aulas de educação de adultos . Berthier desempenhou um delicado ato de equilíbrio como um defensor apaixonado da identidade surda e da linguagem de sinais, embora sob um clima social e político repressivo. Berthier escreveu livros sobre a história e a cultura surda, destacando artistas surdos e poetas de língua de sinais de sua época. Ele morreu em 12 de julho de 1886 em Paris, aos 82 anos.

## Trabalhos publicados
- L'Abbé Sicard... précis historique sur sa vie, ses travaux et ses succès... (Paris: Charles Dounoil, 1873)
- Histoire et statistique de l’éducation des sourds-muets (Paris: chez l’auteur, 1836)
- Notice sur la vie et les ouvrages d’Auguste Bébian (Paris: J. Ledoyen, 1839)